# Hampton (Oregon, Deschutes megye)
Hampton (más néven Hampton Station) az Amerikai Egyesült Államok északnyugati részén, Oregon állam Deschutes megyéjében, a U.S. Route 20 mentén elhelyezkedő önkormányzat nélküli település.
Nevét a Joe Hamptonról elnevezett Hampton-tanúhegységről kapta. A posta 1911 és 1953 között működött. 1940-ben népessége 41 fő volt.
A településen megállnak az Oregon Department of Transportation által üzemeltetett POINT Intercity járatai.

## Fordítás
- Ez a szócikk részben vagy egészben  a   Hampton, Deschutes County, Oregon című angol Wikipédia-szócikk ezen változatának fordításán alapul.  Az eredeti cikk szerkesztőit annak laptörténete sorolja fel. Ez a jelzés csupán a megfogalmazás eredetét és a szerzői jogokat jelzi, nem szolgál a cikkben szereplő információk forrásmegjelöléseként.